# Катастрофа Ан-8 под Новгородом
Катастрофа Ан-8 под Новгородом — авиационная катастрофа военно-транспортного Ан-8 советских ВВС, произошедшая в пятницу 4 октября 1963 года в районе Новгорода, при ней погибли 5 человек.

## Экипаж
Командиром корабля (КК) был военный лётчик 1-го класса подполковник командир эскадрильи Кукса Иван Константинович. Штурман — штурман 1-го класса штурман эскадрильи майор Поршнев М. Помощником командира корабля был Варенцев. Всего экипаж состоял из 6 человек.

## Катастрофа
Экипаж воинской части 15478 (930-й военно-транспортный авиационный полк, на тот момент базировался в Кречевицах) и выполнял полёт на десантирование. Стояла ночь, а погодные условия были сложными, когда самолёт под управлением экипажа Куксы взлетел с аэродрома Кречевицы. Следом за ним с интервалом 5 минут взлетел самолёт, командиром которого был Ерошин. Затем штурман экипажа Куксы начал калибровать бомбардировочный прицел РБП-3 (на транспортных самолётах используется в качестве бортового автономного навигационного средства), но увлёкся, в результате чего Ан-8 пролетел после траверза не 3 минуты, а 5, так как ошибочно за начало 3-го разворота был принят другой РЛО.  Из-за этого самолёт Куксы оказался позади самолёта Ерошина, но так как полёт проходил ночью в облаках, то лётчики не могли видеть друг друга. Далее при прослушивании радиообмена Кукса ошибочно посчитал, что Ерошин его нагоняет, поэтому увеличил скорость своего самолёта. Затем произошло столкновение. Пушки кормовой установки врезались в кабину, сразу убив командира корабля. Потеряв управление, Ан-8 рухнул на землю у деревни Высокое (Чудовский район). В катастрофе погибли 5 человек на борту самолёта. ПКК Варенцев успел выпрыгнуть с парашютом и остался жив. Экипаж второго самолёта не пострадал.

## Причины
Согласно заключению комиссии, к катастрофе привели нарушения в работе экипажа Куксы, который не выдерживал маршрут полёта на десантирование и не контролировал действия штурмана, а также плохая организация и управление полётами, так как руководители полётов не контролировали полёты самолётов, а управление всеми экипажами велось на одном канале. Помимо этого, полёты на десантирование велись по правой коробочке, а заход на посадку — по левой. В данных условиях полёты на десантирование надо было выполнять на двух эшелонах.